# Amaranthus zobelii
Amaranthus zobelii är en amarantväxtart som beskrevs av Albert Thellung. Amaranthus zobelii ingår i släktet amaranter, och familjen amarantväxter. Inga underarter finns listade i Catalogue of Life.